# Biševo (Rožaje)
Pour les articles homonymes, voir Biševo (homonymie).
Biševo (en serbe cyrillique : Бишево) est un village du nord-est du Monténégro, dans la municipalité de Rožaje.

## Démographie

### Évolution historique de la population
| 1948 | 1953 | 1961 | 1971 | 1981 | 1991 | 2003 |
| ---- | ---- | ---- | ---- | ---- | ---- | ---- |
| 613  | 333  | 367  | 317  | 403  | 437  | 380  |